# Fire nuancer af brun
Fire nuancer af brun er en svensk dramedyfilm fra 2004 instrueret af Tomas Alfredson.
Robert Gustafsson modtog en Guldbagge for bedste skuespiller for sine dobbeltroller i filmen. Filmen blev tildelt i alt fire Guldbagge-priser, og de andre kategorier, der blev tildelt, var for bedste instruktør (Tomas Alfredson), bedste kvindelige skuespiller (Maria Kulle) og bedste mandlige birolle (Ulf Brunnberg).

## Handling
En excentrisk millionær dør på et gods i Dalarna og efterlader sig tre sønner og en elskerinde. Filmen består af fire parallelle historier om forældre og børn. Fire sider af Sverige. Fire nuancer af brun.

## Medvirkende (i udvalg)
- Robert Gustafsson
- Johan Rheborg
- Maria Kulle
- Henrik Schyffert
- Anna Björk
- Iwar Wiklander
- Finn Nielsen
- Elisabet Carlsson
- Anna Ulrika Ericsson
- Ulf Brunnberg
- Sofia Helin